# ماسوزو مادونو
ماسوزو مادونو (به انگلیسی: Masuzo Madono) بازیکن فوتبال اهل ژاپن و عضو تیم ملی فوتبال ژاپن است که در تاریخ ۱۷ مه ۱۹۲۵ میلادی اولین بازی ملی‌اش را انجام داد. او در ۲ بازی ملی حضور داشت و آخرین بازی ملی خود را در تاریخ ۲۰ مه ۱۹۲۵ میلادی انجام داد. ماسوزو مادونو در بازی‌های ملی‌اش
گلی به ثمر نرساند.